# Humberto Grondona
Humberto Mário Grondona (27 ottobre 1957) è un allenatore di calcio ed ex calciatore argentino.
È figlio dell'ex presidente dell'AFA nonché vicepresidente FIFA Julio Grondona.

## Palmarès

### Allenatore
- Campionato sudamericano Under-17: 1

Argentina 2013
- Campionato sudamericano Under-20: 1

Uruguay 2015